# Ceară din urechi
Ceara din urechi, cunoscută și sub termenul medical cerumen, este o substanță ceroasă maro sau gri care se formează în canalul auditiv. Aceasta protejează urechea de infecții, apă și insecte. Deși de obicei nu provoacă simptome, o cantitate excesivă de ceară poate duce la pierderea auzului, durere sau amețeli. Complicațiile pot include otita externă.
Factorii de risc includ utilizarea aparatelor auditive și a dopurilor de urechi. Ceara din urechi este formată din celule ale pielii și secreții ale glandelor ceruminoase și sebacee. Diagnosticul se face prin examinarea în ureche cu un otoscop.
Ceara din urechi părăsește, în general, urechile în mod spontan. În cazurile în care apar anumite simptome, îndepărtarea poate avea loc prin irigarea urechii, agenți pentru descompunerea cerii sau mijloace mecanice. Se poate folosi ulei mineral pentru a preveni acumularea. Nu trebuie folosite bețișoare pentru urechi și lumânări auriculare. Aproximativ 6% dintre persoane dezvoltă ceară compactată, cu rate de peste 30% la persoanele în vârstă. În Statele Unite, aceasta duce la aproximativ 12 milioane de vizite medicale pe an.